# Napszeizmológia
A napszeizmológia (helioszeizmológia) a Nap belső dinamikus struktúrájának megismerésével foglalkozik.
A szoláris oszcillációk vizsgálata révén nyert frekvenciaadatok lehetővé teszik a hőtani, illetve mágnesességi jellemzők feltárását. Ezek hozzájárulnak a csillagok fejlődésének pontosabb megértéséhez, a hosszú időintervallumokon át ívelő energiatranszport folyamatok feltérképezéséhez. Ilyen például a földi élet számára létfontosságú 11 éves napciklus jelensége. A Nap – fizikai és egyéb jellemzőit tekintve – átlagos csillagnak tekinthető a galaxisban, mégis szubjektív értelemben egyedinek mondható, hiszen relatív közelsége miatt a legjobban megfigyelhető csillag. Ez nem csupán a felszíni, látható attribútumait érinti, hanem a módszerek kifinomultságának fejlődése okán a mélyebb rétegeit, valamint a magot szintúgy.  
| Elem neve        | log N         | {\displaystyle \Delta _{NLTE}} | {\displaystyle \Delta _{gran}} | {\displaystyle \delta _{AG89}} |
| ---------------- | ------------- | ------------------------------ | ------------------------------ | ------------------------------ |
| Szén (6C)        | 8,592 ± 0,108 | -0,045                         | + 0,021                        | + 0,03                         |
| Nitrogén (7N)    | 7,931 ± 0,111 | -0,032                         | - 0,070                        | - 0,12                         |
| Oxigén (8O)      | 8,736 ± 0,078 | -0,028                         | - 0,016                        | - 0,19                         |
| Neon (10Ne)      | 8,001 ± 0,069 | ...                            | ...                            | - 0,09                         |
| Magnézium (12Mg) | 7,538 ± 0,060 | ~ 0                            | - 0,002                        | - 0,04                         |
| Vas (26Fe)       | 7,448 ± 0,082 | +0,000                         | + 0,029                        | - 0,22                         |

A csillagokat általában sugárzó frekvenciájuk ({\textstyle \nu }n,l,m) vagy felszíni reflexiós tulajdonságaik alapján rendszerezik. A Nap belseje két fő részből áll: a belső zónából – ahol az energia sugárzás formájában transzportálódik, illetve a külső konvektív (áramlási) zónából, mely a Nap térfogatának 30%-át foglalja el. Ez utóbbi rész valószínűsíthető módon az oszcillációs (periodikus) zóna is egyben. A gerjesztési mechanizmus sztochasztikus folyamat, mely a gravitációs hullámok 3–10 perces oszcillációs periódusában is nyomon követhető.  A kevert amplitúdó periódusának nagyságrendje mintegy 200 ms−1. A napfelszíni oszcilláció rendszerint az abszorpciós spektrum Doppler-eltolódásával követhető nyomon, mely az atmoszféra alacsonyabb rétegeiben keletkezik. Az oszcillációs adatokból nyert információk révén kétféle módon is megközelíthető az ún. szoláris belső struktúra. Az első a rezonancia effektusok vizsgálata, majd az oszcilláció sajátfrekvenciájának meghatározása. A második lehetőség a felszín két vagy több pontján keletkező hullámok terjedési sebességének mérése. A Nap saját vibrációs szintjének frekvenciáit a rendszer energiaspektrumának analízise révén kapjuk meg. A szeizmológiai kutatások alapvető technikái perturbációs analízisek folyamata, mely integráns információs kapcsolatot tart fenn az oszcillációs adatok és a Nap belső struktúrája között. Ezeket a jellegzetességeket ezután egy lineáris inverziós technikával, például a legkisebb négyzetek módszerével összesítik. A helioszeizmikus inverzió, valamint a struktúra inverzió nagy mennyiségű adathalmazzal dolgozik, ezért a megfelelő algoritmusok alkalmazása nagyon fontos.

## Napneutrínó probléma

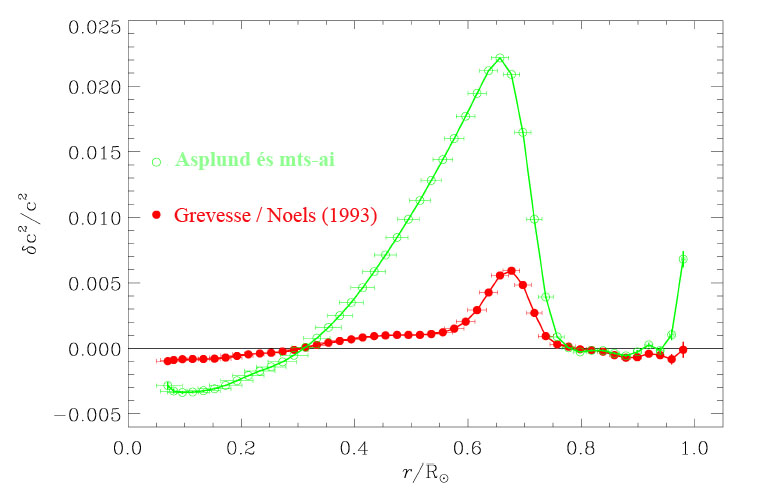
Négyzetes hangsebesség anomáliák a Napban, két standard modellel összehasonlítva

Az elmúlt évtizedben számos próbálkozás született, hogy a már meglévő standard modellek alkalmazhatóságát teszteljék. Az első ilyen jelentős eredmény Dalsgaard és mts-ainak helioszeizmikus analízise (1985) volt, melyben a Nap belsejében esetlegesen végbemenő hanghullámok terjedését modellezték. A kísérlet eredménye alapján minden kétséget kizáróan bebizonyosodott, hogy az általános napmodell elfogadott sémája igen jól közelíti a valóságot. A napszeizmológia ennek okán több tudományos dilemmának is a megoldását adta meg, például az ismert napneutrínó-problémának. A Napból származó óriási energia a hatalmas nyomás- és sűrűséggradiensnek köszönhető – melynek révén az atommagok a jelentős elektrosztatikus taszítóerőt is képesek legyőzni. Nagyon hosszú időtávlatban egyszer előfordul, hogy egy proton egy másik protonhoz elég közel kerüljön ahhoz, hogy egy ún. inverz béta-bomlás menjen végbe. Ennek következményeként egy neutronná alakul át, mely egy másik neutronnal deuteront képez. A deuteron könnyen kölcsönhatásba kerülhet a mindenütt jelenlévő protonokkal, s ilyen módon egy 3He-at alkot. Végeredményben 4 hidrogénatom fuzionál 4He-sé. A felszabaduló energia {\displaystyle \gamma }-sugárzás, valamint neutrínók ({\displaystyle \nu _{e}}) formájában távozik a rendszerből. Ezen nagy energiájú neutrínóknak a száma a megfigyelések során sokkal kevesebbnek bizonyult, mint az várható lett volna. Ennek egyik oka az, hogy a magból származó neutrínók kölcsönhatásba lépnek a magot alkotó atomokkal és olyan neutrínókká alakulnak, melyek nem detektálhatók.

## Szoláris oszcillációk
A Nap külső 1/3-a egy termodinamikai értelemben meglehetősen instabil részt alkot, a konvekciós zónát. Az oszcillációk turbulens konvektív hőáramok által generált, sztochasztikus jellegű folyamatok. Bár a nagy gerjesztéses mechanizmusok – mint napflerek – is szerepet kapnak az említett eseményekben, nagyobbrészt inkább a kisebb nagyságrendben, de állandóan zajló mélységi konvekciós anyagáramlások a meghatározóak. A Nap belső tömege hőegyensúlyban lévőnek tételeződik, melyben a nyomás és a sűrűség perturbációja (zavaró egymásra hatás) adiabatikus kapcsolatban áll. Magas frekvenciatartományban, egyensúlyi állapotban a nyomás által létrehozott erőhatások egyenlítik ki a kisebb perturbációkat, ezzel akusztikus hullámokat generálva. A hullámok terjedése hangsebesség körüli, amely attól függően, hogy a Nap belsejében hol gerjesztődik, hozzávetőleg {\textstyle c^{2}=\Gamma p/\rho }, ahol {\textstyle \Gamma }az első adiabatikus exponens. A nyomás jó közelítéssel: {\textstyle p\propto \rho T/\mu }, ahol T a hőmérséklet, {\textstyle \mu } a gáz átlagos molekulasúlya, vagyis {\textstyle c\propto T^{\frac {1}{2}}}. A vertikális irányban terjedő hullámokat kivéve a belső tér felé propagálódó hullámok egy bizonyos mélységben megtörnek. A felszín közelében az attól a felszín irányában távolodó hullámok szintén eltérülnek a felszín közeli élesen változó rétegzettség következtében. A rezgések sajátfüggvényének horizontális összetevője gömbi harmonikus függvényekkel reprezentálható - {\displaystyle \Psi _{l}^{m}} - melyben l (l>0) és m (-l < m < l) rendre az oszcilláció foka és azimutális rendje. A Nap sugárirányban generálódó oszcillációjának sajátfüggvénye három n kvantumszámmal jellemezhető, és leginkább a nóduszok számával jellemezhető, a Nap belsejétől egészen a felszínig. Ilyen például a nyomás perturbáció sajátfüggvénye. Ebből következően minden rezonancia frekvencia három kvantumszámmal jellemezhető, ezt az {\textstyle \omega _{n,l,m}} rövidítéssel jelöljük, mely tulajdonképpen n-nek monoton növekvő függvénye.
Teljesen gömbszimmetrikus határesetben a frekvencia függetlenné válik {\textstyle m}-től, ugyanakkor valós esetben a rotáció ezt az elfajuló tendenciát megtöri. Hosszabb időintervallumokban, vagy aszfericitás esetén szintén sérül ez a szimmetria. Azonos {\displaystyle n} és {\displaystyle l}értékek, de különböző {\displaystyle m}-ek esetén multiplet (többszörös) színképvonal jön létre: {\displaystyle \omega _{nl}}. Nagy frekvenciájú oszcillációk pozitív n értékekkel rendszerint akusztikus oszcillációkat képeznek, míg az alacsony frekvenciájúak negatív n-ekkel ún. gravitációs oszcillációkat. Létezik egy intermedier (köztes) frekvenciatartomány, {\displaystyle n=0} esetén, mely az f-oszcillációt (alapharmonikus) jelenti.

## A Nap rétegződése
A belső architektúra megfelelő analízise az észlelt frekvencia– illetve Doppler ingadozások Fourier-transzformáltjának térbeli projekciójával kezdődik. Ezt követően inverziós módszerekkel vagy más illesztési eljárással lehet következtetni a belső szerkezeti anomáliákra (Gough, 1996). Közvetlen a helioszeizmikus adatokból történő információnyerés egyik jellemző példája volt a hangsebesség ingadozásainak méréséből történő, a Nap helyzetére való következtetés. A mélység előrehaladtával nő a hangsebesség, valamint a hőmérséklet is, melyek mindegyikéből közvetlenül a szerkezeti sajátságokra lehet következtetni. A Nap mélységi rétegében a hő- és anyagtranszport hősugárzással megy végbe, viszont a felszíni rétegekben konvekcióval. Dalsgaard szerint a hangsebesség második deriváltja 0,7 naprádiusznál történő inflexiója jelzi a belső, sugárzó és a külső konvektív zóna közti átmenetet. A konvekciós zóna alatt a hőmérséklet-gradiens és a hang terjedési sebessége többnyire az opacitásnak a függvénye. Hangsebesség anomáliák mutatkoznak továbbá az energia-generáló mag külső részén és a konvekciós zóna alatti részén, mintegy 0,2 rN-nél.

### Belső rotáció
A konvekciós zónában a belső rotáció alapvetően a szélességi körök szerint változik, mintsem a mélységgel. Alacsonyabb szélességi kör mentén a forgás gyorsabb, periódusideje 25 nap, míg magasabb szélességi kör esetén 30 nap. Ezen kísérleti tapasztalatok egyeznek a korábbi felszíni rotációra vonatkozó spektroszkópiaimegfigyelésekkel, továbbá a mágneses jelenségek periódusával, mint például a napfoltok. Azt lehet tehát mondani, hogy a csillagok dinamikáját közelítő modellek – melynek alapján a rotációs sebesség a konvekciós zónában a forgási tengelytől való távolságtól függ – helyesnek bizonyultak. A konvekciós zóna bázisánál a szélességi körtől függő rotáció enyhe átmenetet mutat a szélességi körtől független rotációtól. Ezt tachoklinnek vagy tachoklin zónának nevezik, melyről úgy gondolják, hogy a Nap mágneses terének – vagyis a 11 éves napciklusnak – a generálója (Bushby, Mason). Charbonneau (2000) számításai szerint ezen zóna pontos helye a legalacsonyabb szélességi körnél 0,693 ± 0,004 rN, szélessége 0,04 rN. A kezdeti napmegfigyelések nyomán létrejött első néhány modell feltételezte, hogy a mag jóval nagyobb szögsebességgel forog, mint a felszíni részek. Ez a hipotézis a legújabb kori szeizmikus vizsgálatok alapján már nem állja meg a helyét.
A mozgás hosszú időperiódusú elemzése során kiderült, hogy 1,3 éves periodicitással a forgás sebességében ingadozások észlelhetők.  Ezek alacsonyabb szélességi kör mentén, a mélyebb konvekciós zónában tapasztalhatók, a tachoklin közelében. Ugyanakkor az megállapítható, hogy a közvetlen kapcsolat ezen ingadozások, valamint az aktivitási ciklusok közt még nem bizonyított.

## A helioszeizmológia néhány vonatkozása

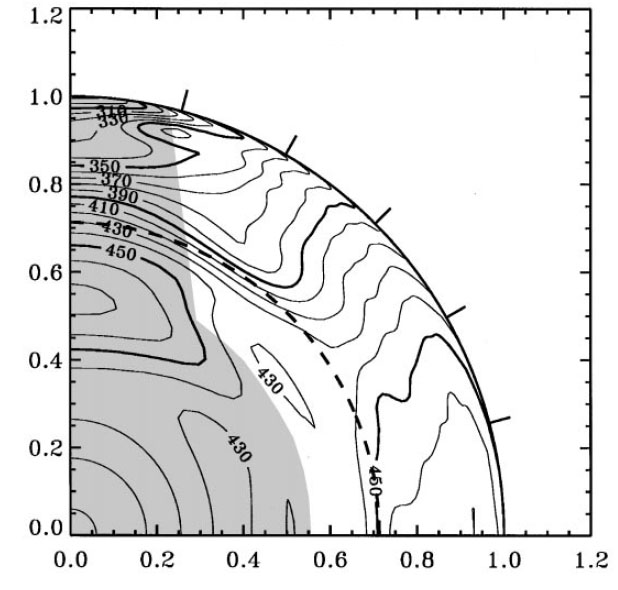
Rotációs frekvenciák kontúrvonalai (nHz-ben) a Nap belsejében

A Nap makrorendszer szintű oszcillációs jellege egy korábban még példa nélkül álló eljárást tett lehetővé a szeizmológia területén, annak ellenére, hogy a módszernek vannak korlátai. Különös tekintettel mondható ez el a belső szerkezeti jellemzők longitudinális rezgésekre való érzékenységére. A pontosabb elemzés tekintetében vezették be az ismertebb gyűrűanalízist. A hullámok terjedését a meghatározott lokalizált egységek hullámszámának vízszintes komponenseinek függvényeként értelmezhetjük. Ahhoz, hogy megfelelő felbontást kapjunk, ezen területegységek nagyságát kb. 2×105 km-nek veszik.
A legújabb kutatások során fény derült mind a zonális, mind a meridionális áramlatok jellegzetességeire. Ilyen jellemzők például a konvekciós zóna közelében a nyíró rétegben lévő áramlási mintázatok jelenléte. Ezen folyamatok nemcsak térbeli eltéréseket mutatnak, hanem időbeli ingadozások is jellemzik, mely néhány naptól több éves periodicitást is mutathat (Haber és mts-ai).  A hosszabb periódusidejű mintázatok ingadozása érdekes módon a mágneses aktivitással korrelál. Az aktív régiók valószínűleg a konvergens- és szubdukciós zónák részei lehetnek. Szoláris minimum idején a nyírási zónában megfigyelhető meridionális áramlatok döntően a pólusok irányába tartanak. Ez az északi féltekén figyelhető meg, a déli féltekén a meridionális áramlás iránya változatlan marad. Egy másik ismertebb technika az ún. távolság-idő helioszeizmológia, melyben a hullámok terjedési sebességének lokális ingadozásait veszik alapul a mélyebb rétegekben végbemenő cirkulációk jellegének megadásához. Ez sokkal precízebb vízszintes feloldást tesz lehetővé, mint a korábbi technikák.
Az újabb kutatások egyik sarokköve volt, amely a napmodellek bizonyos részének hitelességét is megkérdőjelezte, a fotoszféra abundanciák meghatározása (Asplund, 2012). A szoláris spektrum háromdimenziós NLTE (non-local thermodinamic equilibrium) vizsgálatai szerint ugyanis jelentős csökkenés tapasztalható a szén, nitrogén, oxigén, neon elemek gyakorisági mutatóiban. Ez a korábbi Z/X=0,0245 helyett 0,0165 arányt mutat. Ezen elemek fontos szerepet játszanak többek között a sugárzó zóna külső régiójának opacitási tulajdonságában. Csökkenésük ezért erőteljesen befolyásolja magának a Napnak a szerkezetét is. A korrigált modellek (Montablan, Guzik)  sekély konvekciós zónát prognosztizálnak és a helioszeizmikus vizsgálatoknál is alacsonyabb hélium gyakoriságot jeleznek előre. A szoláris plazma majdnem ideális gáznak tekinthető, ennek révén az első adiabatikus exponens (a nyomás parciális deriváltja) a belső terekben igen közel áll 5/3-hoz. Ettől eltérő értékeket a felszín alatti hidrogén- és hélium ionizációs szférában, illetve a maghoz közeli, nagyon magas hőmérsékletű tartományokban lehet tapasztalni (Elliot, Koszovicsev).

### Algebrai közelítés
A Nap hidrosztatikus szerkezete tipikusan két alaptulajdonságra vezethető vissza: a sűrűségre és a nyomásból származtatott adiabatikus járulékokra ({\displaystyle \gamma }(r)). Hasonló sajátossága a konvektív stabilitás fő paramétere, a négyzetes hangsebesség, amely a szoláris plazma egyensúlyának közelítő leírásában fontos származtatott mennyiség. A plazma mikroszkopikus struktúrája nem egészen tisztázott. Ez azért is lehet fontos, mert ezen bizonytalanságok rendszeres hibaforrást jelentenek az inverziós módszereknél. Helioszeizmikus közelítésben gyakran van szükség ezen másodlagos jellemzők közvetlen feltérképezésére az oszcillációs frekvenciákból. Ezek akkor fordulhatnak elő, amikor a már rendelkezésre álló frekvencia adatok a belső szerkezet csak bizonyos részéről nyújtanak információt. A módszer, mely ennek feloldásában segíthet, a következőkön alapszik. Az ún. elsődleges – most legyen z1 – és a másodlagos (z2) sajátságok, melyek a lineáris szerkezetet leíró egyenletekből következnek, így is írhatók: {\displaystyle {\mathfrak {A}}z_{1}=z_{2}\quad (1)}
ahol {\displaystyle {\mathfrak {A}}} egy lineáris operátor. Ha K z2 magtere, akkor a relatív frekvencia-különbségek z1 és z2–vel kifejezve:
{\displaystyle \delta \omega ^{2}/\omega ^{2}=\langle \mathrm {K} ^{(1)}z_{1}\rangle =\langle \mathrm {K} ^{(2)}z_{2}\rangle \quad (2)}Felhasználva (1)-et: {\displaystyle \langle \mathrm {K} ^{(1)}z_{1}\rangle =\langle \mathrm {K} ^{(2)}z_{2}\rangle =\langle \mathrm {K} ^{(2)},{\mathfrak {A}}z_{1}\rangle =\langle {\mathfrak {A}}^{*}\mathrm {K} ^{(2)},z_{1}\rangle \qquad (3)}
ahol {\displaystyle {\mathfrak {A}}^{*}}{\displaystyle {\mathfrak {A}}}-nak a hermitikus konjugáltja (felcseréltje). Összehasonlítva az iménti összefüggés első és utolsó kifejezését, a szekunder magtér megfelelő összefüggéséhez jutunk:
{\displaystyle {\mathfrak {A}}^{*}\mathrm {K} ^{(2)}=\mathrm {K} ^{(1)}\qquad (4)}
Általánosan, a szoláris struktúra elsődleges és másodlagos jellemzői közti kapcsolat a hidrosztatikai és a termodinamikai egyensúly közti függvényből következik. Látható, hogy tulajdonképpen olyan rendszert irányoz elő, melynek legszabatosabb leírását az algebrai és a differenciális egyenlőségek kombinációjával kapjuk meg: {\displaystyle {\frac {dy}{dx}}=Ay+Bz_{2}\quad (5)\qquad z_{1}=Cy+Dz_{2}\quad (6)}
ahol x = log (r) és y(x) a dinamikai jellemzők vektorfüggvényei. Ahhoz, hogy a magtér függvényt (Ki(2))  kifejtsük, vezessünk be egy új vektorfüggvényt – w = (w1, w2) és vegyük annak belső szorzatát, melyet vessünk össze (4)-el:
{\displaystyle \left\langle {\frac {dy}{dx}}\right\rangle =\langle w\centerdot Ay\rangle +\langle w\centerdot Bz_{2}\rangle \quad (7)} Integrálva és feltéve, hogy r = 0 és r = R: {\displaystyle -\left\langle y{\frac {d{\boldsymbol {w}}}{dx}}\right\rangle =\langle {\boldsymbol {y}}\centerdot A^{T}{\boldsymbol {w}}\rangle +\langle {\boldsymbol {w}}\centerdot Bz_{2}\rangle \quad (8)}
Ahol AT az A mátrix transzponáltja. Minthogy K (1) és K (2) kielégíti (2)-t, (6)-ból azt kapjuk, hogy:
{\displaystyle \langle \mathrm {K} ^{(1)}\centerdot C{\boldsymbol {y}}\rangle +\langle \mathrm {K} ^{(1)}\centerdot D{\boldsymbol {z}}_{2}=\langle \mathrm {K} ^{(2)}\centerdot z_{2}\rangle }
Ha w-re igaz, hogy  {\textstyle \langle \mathrm {K} ^{(1)}\centerdot C{\boldsymbol {y}}\rangle =\langle {\boldsymbol {w}}\centerdot B{\boldsymbol {z}}_{2}\rangle }, akkor {\displaystyle -\left\langle y{\frac {d{\boldsymbol {w}}}{dx}}\right\rangle =\langle {\boldsymbol {y}}\centerdot A^{T}{\boldsymbol {w}}+\langle {\boldsymbol {y}}\centerdot C^{T}\mathrm {K} \rangle } és {\displaystyle {\frac {d{\boldsymbol {w}}}{dx}}=-A^{T}{\boldsymbol {w}}-C^{T}\mathrm {K} ^{(1)}\quad (10)\qquad \mathrm {K} ^{(2)}=D^{T}\mathrm {K} ^{(1)}+B^{T}{\boldsymbol {w}}\quad (11)}
Ezen két egyenlet a peremfeltételekkel egyértelműen meghatározza a másodlagos szerkezetre vonatkozó z2 változót. Tehát a K(2) magterének meghatározásához egyszerűen a (10) differenciálegyenlet megoldása a cél a már korábban leszögezett r = 0 és r = R feltételekkel, majd ennek a megoldásainak alkalmazása (11)-re.

### Izoterm hangsebesség lineáris transzformáltja
Talán a legkézenfekvőbb alkalmazása és szemléletes példája a fentebb vázoltaknak a {\textstyle \mathrm {z} =\delta \ ln\ {\text{u}}\ \delta {\text{Y}}} magterének levezetése, ahol {\textstyle u=p/\rho }, mely közelítőleg arányos a hőmérséklet és a molekulasúly arányával. Ezen másodlagos jellemzők szoros kapcsolatban állnak az elsődleges attribútumokkal ({\displaystyle \rho }és {\displaystyle \gamma }) a hidrosztatikai egyenlőségek révén: {\displaystyle {\frac {d}{dr}}p=-{\frac {Gm\rho }{r^{2}}}\qquad {\frac {d}{dr}}m=4p\,\rho r^{2}}
illetve egyensúlyi állapotban {\displaystyle \gamma =\gamma (p,\rho ,Y)}, az ennek megfelelő linearizált egyenletrendszerek tehát:
{\displaystyle {\frac {d}{dx}}\left({\frac {\delta p}{p}}\right)=-V\left({\frac {\delta m}{m}}-{\frac {\delta p}{p}}+{\frac {\delta \rho }{\rho }}\right)\quad (14)\qquad {\frac {d}{dx}}\left({\frac {\delta m}{m}}\right)=U\left(-{\frac {\delta m}{m}}+{\frac {\delta \rho }{\rho }}\right)\quad (15)} {\displaystyle {\frac {\delta u}{u}}={\frac {\delta p}{p}}-{\frac {\delta \rho }{\rho }}}{\displaystyle {\frac {\delta \gamma }{\gamma }}=\left({\frac {\partial \,ln\gamma }{\partial \,lnp}}\right)_{\rho ,Y}{\frac {\delta p}{p}}+\left({\frac {\partial \,ln\gamma }{\partial \,ln\rho }}\right)_{p,Y}{\frac {\delta \rho }{\rho }}+\left({\frac {\partial \,ln\gamma }{\partial \,lnY}}\right)_{p,\rho }\quad (17)}
ahol {\textstyle x=ln\,r}, továbbá {\textstyle V={\frac {d\,ln\,p}{d\,ln\,r}}={\frac {Gm\rho }{rP}}}. (14) és (15) peremfeltételei normál viszonyok között r=0 és {\textstyle \delta m/m=0}.